# Communauté d'agglomération de Fécamp Caux Littoral
Ne doit pas être confondu avec la communauté d'agglomération qui lui a succédé, Fécamp Caux Littoral Agglomération.
La Communauté d'agglomération de Fécamp Caux Littoral, est une ancienne communauté d'agglomération française, située dans le département de la Seine-Maritime et la région Normandie.
Elle a fusionné avec sa voisine pour former, le 1er janvier 2017, la communauté d'agglomération dénommée Fécamp Caux Littoral Agglomération.

## Histoire
La communauté de communes de Fécamp, a été créée le 13 octobre 2000 et est issue de la transformation du district de Fécamp. Elle comptait alors les communes d’Épreville, Fécamp, Froberville, Gerville, Saint-Léonard, Senneville-sur-Fécamp, Tourville-les-Ifs et Yport. En 2002, les communes de Criquebeuf-en-Caux, Ganzeville, Les Loges, Maniquerville et Vattetot-sur-Mer ont rejoint la communauté.
Le 1er janvier 2015, la communauté de communes de Fécamp s'est transformée en communauté d'agglomération de Fécamp Caux Littoral,. C'est la  Loi de modernisation de l'action publique territoriale et d'affirmation des métropoles du 27 janvier 2014 qui a rendu possible cette évolution « à titre expérimental et pendant une durée de 18 mois » pour les territoires comptant au moins 25 000 habitants organisés autour d’une ville-centre d'au moins 15 000 habitants et si la majorité des communes, dont la commune centre, sont des communes littorales. Cette transformation permet l’extension de son champ de compétences qui inclut désormais le plan local d’urbanisme, l’habitat, la politique de la ville et le transport.
Le projet de schéma départemental de coopération intercommunale présenté par le préfet de Seine-Maritime le 2 octobre 2015 dans le cadre de l'approfondissement de la coopération intercommunale prévu par la Loi portant nouvelle organisation territoriale de la République (Loi NOTRe) du 7 août 2015 prévoit la fusion de la « communauté d’agglomération
Fécamp Caux Littoral Agglo (28 656 habitants) et communauté de communes du canton de Valmont (11 309 habitants) ».
C'est ainsi que la fusion est actée et que la communauté d'agglomération dénommée Fécamp Caux Littoral Agglomération est créée par un arrêté préfectoral du 25 novembre 2016 qui a pris effet le 1er janvier 2017.

## Territoire communautaire

### Communes membres
En 2016, la communauté d'agglomération de Fécamp Caux Littoral regroupait 13 communes du département de la Seine-Maritime :
| Nom                   | Code Insee | Gentilé          | Superficie (km2) | Population (dernière pop. légale) | Densité (hab./km2) |
| --------------------- | ---------- | ---------------- | ---------------- | --------------------------------- | ------------------ |
| Fécamp (siège)        | 76259      | Fécampois        | 15,07            | 19 344 (2014)                     | 1 284              |
| Criquebeuf-en-Caux    | 76194      | Criquebeuviens   | 2,08             | 354 (2014)                        | 170                |
| Épreville             | 76240      | Éprevillais      | 6,44             | 1 064 (2014)                      | 165                |
| Froberville           | 76291      | Frobervillais    | 5,88             | 1 179 (2014)                      | 201                |
| Ganzeville            | 76298      | Ganzevillais     | 3,96             | 507 (2014)                        | 128                |
| Gerville              | 76300      | Gervillais       | 3,01             | 384 (2014)                        | 128                |
| Les Loges             | 76390      | Logeais          | 14,86            | 1 194 (2014)                      | 80                 |
| Maniquerville         | 76406      | Maniquervillais  | 2,55             | 390 (2014)                        | 153                |
| Saint-Léonard         | 76600      | Saint-léonardais | 11,92            | 1 783 (2014)                      | 150                |
| Senneville-sur-Fécamp | 76670      | Sennevillais     | 4,73             | 833 (2014)                        | 176                |
| Tourville-les-Ifs     | 76706      | Tourvillais      | 8,34             | 535 (2014)                        | 64                 |
| Vattetot-sur-Mer      | 76726      | Vattetotais      | 5,14             | 336 (2014)                        | 65                 |
| Yport                 | 76754      | Yportais         | 2,07             | 845 (2014)                        | 408                |

## Démographie
| 2012   | 2013   |
| ------ | ------ |
| 29 238 | 28 768 |

## Organisation

### Siège
Le siège de l'intercommunalité était à Fécamp, 25 Route de Valmont.

### Élus
L'intercommunalité était administrée par son conseil communautaire, composé de 36 conseillers municipaux représentant chacune des communes membres.
À la suite des élections municipales de 2014 dans la Seine-Maritime, le conseil communautaire du 17 avril 2014 a élu sa présidente, Marie-Agnès Poussier-Winsback, maire de Fécamp, et ses 10 vice-présidents.

### Liste des présidents
| Période | Période       | Identité                      | Étiquette | Qualité |
| ------- | ------------- | ----------------------------- | --------- | --- |
|         |               | Christian Roussel             |           | |
| 2001    | 2014          | Estelle Grelier               | PS        | Adjointe au maire de Fécamp ( ? → 2014) Députée de la Seine-Maritime (9e circ. (2012 → ) Députée européenne (2009 → 2012)                                          |
| 2014    | décembre 2016 | Marie-Agnès Poussier-Winsback | UMP       | Enseignante Maire de Fécamp (2014 → ) Présidente de Fécamp Caux Littoral Agglomération (2017 → ) Conseillère régionale de Haute-Normandie (1998 → 2004 et 2010 → ) |

### Compétences
L'intercommunalité exerçait les compétences qui lui avaient été transférées par les communes membres, dans les conditions définies par le code général des collectivités territoriales.

### Régime fiscal et budget
La communauté d'agglomération  était un établissement public de coopération intercommunale à fiscalité propre.
Comme toutes les communautés d'agglomérations, elle était financée par la fiscalité professionnelle unique (FPU), qui a succédé a la Taxe professionnelle unique (TPU), et qui assure une péréquation fiscale entre les communes regroupant de nombreuses entreprises et les communes résidentielles.
Dans le cadre du financement des transports urbains de l'agglomération, le versement transport a été instauré au 1er juillet 2015 au taux de 0,35 % pour l'ensemble des communes, sauf Fécamp, qui conserve son taux de 0,55 %.

## Réalisations
Transports en commun
À la suite de sa transformation en communauté d'agglomération, l'intercommunalité est devenue autorité organisatrice de la mobilité et responsable à ce titre de l'organisation et du financement des transports en commun. À ce titre, le contrat de délégation de service public 2013-20201 passé par la ville de Fécamp avec Keolis Seine-Maritime dénommé Ficibus est désormais assumé par l'agglomération.